# Pinus tecunumanii
Pinus tecunumanii (Schw.) Eguiluz & Perry – gatunek drzewa z rodziny sosnowatych (Pinaceae). Sosna ta występuje w Meksyku (Chiapas, Oaxaca), Gwatemali, Hondurasie, Salwadorze, Belize, Nikaragui i Panamie. Dokładny zakres występowania tego gatunku nie jest do końca ustalony.

## Morfologia
PokrójKorona drzewa niewielka.
PieńOsiąga 55 m wysokości i ponad 100 cm średnicy w wyżej położonych stanowiskach, na niżej położonych dorasta do 30 m wysokości i 60 cm średnicy. Kora szara, gruba i spękana na dole, cienka i łuskowata w górnej części pnia.
LiścieIgły zebrane zazwyczaj po 4 na krótkopędach.
SzyszkiNiewielkie szyszki nasienne wyrastają pojedynczo lub w parach, chociaż u populacji niżej położonych częściej wyrastają po trzy lub cztery. Osadzone są na grubych szypułkach. Początkowo zielone, dojrzewając brązowieją.

## Ekologia
Pinus tecunumanii występuje w szeregu oddzielnych populacji. Populacje dzieli się na dwie duże grupy, o niewielkich różnicach morfologicznych. Populacje wysokogórskie występują na wysokościach 1500–2900 m n.p.m., często na obszarach o rocznych opadach deszczu przekraczających 1500 mm. P. tecunumanii towarzyszą tam m.in. Liquidambar styraciflua L., P. ayacahuite Ehren., P. maximinoi H. E. Moore, P. oocarpa Schiede ex Schlecht., oraz dęby (Quercus). Druga grupa populacji rośnie na wysokościach 450–1500 m, na terenach z rocznym opadem deszczu na poziomie 1000–1800 mm. Gatunki towarzyszące to P. oocarpa, P. caribaea var. hondurensis (Sénécl) Barr. & Golf. oraz P. maximinoi.

## Systematyka i zmienność
Synonimy: Pinus patula subsp. tecunumanii (Eguiluz & Perry) Styles, Pinus oocarpa var. ochoterenae Martínez.
Pozycja gatunku w obrębie rodzaju Pinus:
- podrodzaj Pinus
  - sekcja Trifoliae
    - podsekcja Australes
      - gatunek P. tecunumanii

Drzewa tego gatunku rosnące w Mountain Pine Ridge w Belize oraz w Chiapas w Meksyku początkowo uznano za przedstawicieli gatunku Pinus oocarpa.
Pinus tecunumanii krzyżuje się z P. oocarpa, P. patula var. longipedunculata Loock ex Martínez i P. caribaea var. hondurensis. Naturalne hybrydy można znaleźć w Ameryce Centralnej.

## Zagrożenia
Międzynarodowa organizacja IUCN przyznała temu gatunkowi kategorię zagrożenia VU (vulnerable), czyli jest gatunkiem narażonym na wyginięcie.

## Zastosowanie
Drewno
W Meksyku i Ameryce Środkowej żółtawe drewno tej sosny używane jest jako budulec oraz opał.